# Exocentrus albolineatus
Exocentrus albolineatus là một loài bọ cánh cứng trong họ Cerambycidae.